# (32770) Starchik
(32770) Starchik (1984 YY1) – planetoida z pasa głównego asteroid okrążająca Słońce w ciągu 3,35 lat w średniej odległości 2,24 j.a. Odkryta 23 grudnia 1984 roku.